# 하남석
하남석(1949년 1월 24일 ~ )은 대한민국의 가수이다. 본명은 김홍규이고, 친형이 하남궁(본명은 김영규)이다. 1970년 언더그라운드 라이브 클럽에서 포크 팝 가수로 데뷔하였으며 1974년 솔로 1집을 발표하여 정식 가수로 데뷔하였다. 히트곡으로 '밤에 떠난 여인'이 있다.

## 기본 정보
- 신체 : 169 cm
- 데뷔 : 1974년 밤에 떠난 여인
- 학력 : 명지대학교 영문학과 졸업

## 앨범
- 1991년 : 우는 아이 바보야/밤에 떠난 여인
- 1995년 : 하남석 베스트
- 2002년 : 애반 (愛伴)